# Prchovtsé
Prchovtsé (en macédonien Пршовце ; en albanais Përshevca) est un village du nord-ouest de la Macédoine du Nord, situé dans la municipalité de Téartsé. Le village comptait 2516 habitants en 2002. Il est majoritairement albanais.

## Démographie
Lors du recensement de 2002, le village comptait :
- Albanais : 2 478
- Macédoniens : 1
- Roms : 6
- Serbes : 1
- Autres : 29